# Helstrom
Helstrom, è una serie televisiva statunitense creata per Hulu da Paul Zbyszewski e basata sui personaggi Marvel Comics di Daimon e Satana Hellstrom. La serie è prodotta da ABC Signature e Marvel Television, con Paul Zbyszewski come showrunner.
La serie è stata ordinata nel maggio 2019. Le riprese si sono svolte a Vancouver da ottobre 2019 a marzo 2020. La supervisione della serie è stata trasferita ai Marvel Studios a dicembre 2019 quando la Marvel Television è stata affidata a quella compagnia, che ha modificato il nome della serie da Marvel's Helstrom a semplicemente Helstrom.
Anche se inizialmente la serie è stata concepita per raccontare una storia autonoma all'interno del Marvel Cinematic Universe (MCU), come prima serie Adventure into Fear (Avventura nella paura) e seguita dalla serie televisiva mai realizzata Marvel's Ghost Rider, successivamente fu annunciato da Paul Zbyszewski che non faceva più parte del MCU.
Helstrom è uscita su Hulu il 16 ottobre 2020 ed è composta da 10 episodi. Il 14 dicembre 2020 la serie è stata cancellata dopo una sola stagione. In Italia la serie è stata pubblicata dal 23 febbraio 2021 al 16 aprile 2021 su Disney+ come Star Original.
La serie è stata accolta con recensioni per lo più negative, ritenendo che i personaggi e la trama fossero poco interessanti, anche se gli effetti visivi della serie sono stati considerati impressionanti.

## Trama
Daimon e Ana Helstrom, i figli di un potente serial killer, danno la caccia al peggio dell'umanità.

## Episodi
| n° | Titolo originale        | Titolo italiano                | Pubblicazione USA | Pubblicazione Italia |
| -- | ----------------------- | ------------------------------ | ----------------- | -------------------- |
| 1  | Mother's Little Helpers | I piccoli aiutanti della madre | 16 ottobre 2020   | 23 febbraio 2021     |
| 2  | Viaticum                | Viatico                        | 16 ottobre 2020   | 23 febbraio 2021     |
| 3  | The One Who Got Away    | Colui che riuscì a fuggire     | 16 ottobre 2020   | 26 febbraio 2021     |
| 4  | Containment             | Contenimento                   | 16 ottobre 2020   | 5 marzo 2021         |
| 5  | Committed               | Impegno                        | 16 ottobre 2020   | 12 marzo 2021        |
| 6  | Leviathan               | Leviatano                      | 16 ottobre 2020   | 19 marzo 2021        |
| 7  | Scars                   | Cicatrici                      | 16 ottobre 2020   | 26 marzo 2021        |
| 8  | Underneath              | Sotterraneo                    | 16 ottobre 2020   | 2 aprile 2021        |
| 9  | Vessels                 | Vascelli                       | 16 ottobre 2020   | 9 aprile 2021        |
| 10 | Hell Storm              | Tempesta infernale             | 16 ottobre 2020   | 16 aprile 2021       |

### I piccoli aiutanti della madre
- Titolo originale: Mother's Little Helpers
- Diretto da: Daina Reid
- Scritto da: Paul Zbyszewski

Trama
Daimon e Ana Helstrom sono fratelli che vivono rispettivamente a Portland e a San Francisco. Daimon è un professore universitario che aiuta il Centro Santa Teresa per la Salute Mentale (Saint Teresa Center for Mental Health) con dei casi in cui occorrono le sue capacità demoniache. Nel frattempo, Ana lavora come antiquaria che setaccia ed uccide i criminali con i suoi poteri psichici. La loro madre, Victoria, è detenuta nel Santa Teresa a causa della sua possessione demoniaca da un demone di nome Madre. Suo marito era un serial killer satanista. Daimon è costretto a lavorare con Gabriella Rosetti, una agente del Vaticano, da Louise Hastings dopo che un inserviente di nome Keith Spivey scompare in seguito a un'incursione su una tomba demoniaca. Ana e il suo alleato, Caretaker, scoprono uno strano scheletro nella tomba e Ana prende il teschio per poterlo esaminare. Gabriella, scettica, affronta Madre ma viene salvata da Daimon e Hastings. Daimon trova un simbolo che sua madre ha disegnato sul muro e Ana trova lo stesso simbolo sul teschio. I fratelli si riuniscono a Santa Teresa. Altrove, Spivey ormai posseduto da un demone attacca un camionista.

### Viatico
- Titolo originale: Viaticum
- Diretto da: Anders Engström
- Scritto da: Blair Butler

Trama
Il camionista, Alex Tilden, viene impossessato da un demone di nome Magoth e viene salvato da un buon samaritano, solo per far schiantare il loro veicolo. Daimon e Ana hanno una riunione agrodolce mentre discutono su cosa fare con Victoria. Daimon vuole salvarla mentre Ana la vuole morta. Ana ha un brutto incontro con Victoria, quando cerca di farsi dare delle informazioni, e viene rimproverata da Daimon per essere stata negligente. Il partner di Ana, Chris Yen, fissa il teschio e ne rimane attratto. Dopo aver detto a Caretaker dove è andata Ana, Yen si fa mordere il braccio dal teschio e in seguito uccide il fratello di una delle vittime di Ana. Ana va a parlare con Victoria nonostante gli avvertimenti di Hastings e scopre che Spivey è stato inviato non per liberare il demone dalla sua tomba, ma per ucciderlo. Victoria dice ad Ana che era la preferita, presumibilmente di loro padre. Daimon e Gabriella vengono chiamati per occuparsi di Magoth. Alex sta lentamente morendo, quindi Daimon lo fa uscire dal suo corpo per salvare la sua anima. Magoth avverte Daimon del demone che Spivey ha scatenato e Alex, qualche attimo prima di morire, fa pace con sua moglie e suo figlio.

### Colui che riuscì a fuggire
- Titolo originale: The One Who Got Away
- Diretto da: Michael Offer
- Scritto da: Marcus Dalzine

Trama
Victoria è diventata più lucida e parla assieme con Daimon e Ana. Ana rivela a Daimon che il loro padre è tornato dalla morte per finire ciò che ha iniziato. I fratelli e Gabriella vanno ad incontrare Zoe Richards, una sopravvissuta alle uccisioni del padre. Tuttavia, Ana deduce che sta mentendo, poiché il padre non ha lasciato nessuno in vita e che c'è qualcun altro in casa, ma vengono cacciati. Caretaker si incontra con Hastings e si mettono al passo con la loro amicizia. Madre manda uno dei pazienti di Santa Teresa a cercare Caretaker per ucciderlo, ma lui riesce a fermarlo. In seguito scopre che Hastings ha un cancro ai polmoni e che Gabriella è pronta a sostituirla. Daimon e Gabriella tornano a casa e scoprono che la donna con cui hanno parlato è Aubree, la sorella gemella di Zoe. Zoe è orribilmente bruciata e si nasconde nel seminterrato. Dà fuoco alla casa, ma riescono a scappare. Aubree conduce Ana in una trappola come vendetta per il suo coinvolgimento nel tentato omicidio di Zoe avvenuto anni prima. Spivey, posseduto dal padre, divora invece Aubree mentre Ana fugge con Daimon.

### Contenimento
- Titolo originale: Containment
- Diretto da: Amanda Row
- Scritto da: Sheila Wilson

Trama
Daimon, Ana, Gabriella, Hastings e Caretaker si riuniscono per discutere del ritorno del padre di Ana e Daimon. Caretaker li informa che il teschio può essere usato contro di lui, quindi Daimon e Ana si dirigono a San Francisco. Tuttavia, scoprono che il teschio è scomparso e la vittima di Yen è stata lascita senza vita lì, e dalle telecamere scoprono che il responsabile è Yen. Mentre ripuliscono il casino, Ana ammette a Daimon le sue azioni da vigilante. Daimon la rimprovera, ma in seguito la aiuta a venire a patti con il suo dolore. Il Padre Crow posseduto attacca Gabriella, ma Caretaker la salva e portano il suo corpo al nascondiglio Blood dove tengono le vittime possedute in coma, spaventando Gabriella. Hastings parla con Madre, che rivela che il suo nome è Kthara, che ha dei suoi "figli" e che è stata lei a dare ad Hastings il suo cancro. Gabriella discute con Hastings sui loro metodi, ma si rende conto che non hanno scelta. Daimon e Ana tornano a casa e vengono attaccati da Magoth, ma lo espellono dal suo attuale ospite Bryce. Yen porta il teschio in un tunnel nascosto e inizia lentamente a perdere la sua sanità mentale.

### Impegno
- Titolo originale: Committed
- Diretto da: Jovanka Vuckovic
- Scritto da: Ian Sobel e Matt Morgan

Trama
Victoria nella propria mente rivive come in un flashback un ricordo del lontano passato: la donna delirante è attende il ritorno della piccola Ana, ma Daimon ancora bambino chiama il servizio di assistenza sociale per fare internare la madre. Nel presente Bryce si avvicina a Daimon per parlare di quello che gli è successo di recente. Daimon manda Gabriella a consultarsi con Bryce su ciò che gli è capitato e per raccontargli le esperienze che lei ha vissuto. Victoria viene trovata mentre cerca di scavare nel pavimento e viene messa in coma. Si rendono conto che Yen e il teschio del Custode sono vicini. Daimon, Ana e Caretaker si avventurano nei tunnel sottostanti. Trovano Yen, che ha perso la sua sanità mentale. I fratelli Helstrom combattono tra di loro perché in contrasto su come agire. Presto raggiungono Yen e lo mettono fuori gioco. Victoria è ancora intrappolata in una versione da incubo della sua casa con i giovani Daimon e Ana. Infine Kthara si rivela per chiederle aiuto e protezione. Victoria scopre così che Kthara si sta nascondendo dal Custode. Victoria lascia che lui la prenda e così si risveglia dal coma delirante. Daimon e Ana conversano con la madre, ora tornata in sé, anche se ancora non sa se Kthara sia andata via. Yen invece è stato rinchiuso nell'istituto, perché sotto l'influsso del teschio del Custode. Gabriella porta Daimon al Blood Hotel per fargli vedere i posseduti mantenuti in coma perenne. I due scoprono così che l'intero staff è stato brutalmente ucciso.

### Leviatano
- Titolo originale: Leviathan
- Diretto da: Sanford Bookstaver
- Scritto da: Amanda Segel

Trama
Spivey, posseduto ferisce sua moglie Jolene. Caretaker è scomparso mentre Daimon e Gabriella tornano indietro, ma devono fermarsi ad una stazione di servizio dopo aver bucato la ruota dell'auto. Vengono attaccati dai pazienti del Blood Hotel e Daimon deve usare i suoi poteri demoniaci per sconfiggerli. Nel frattempo, Ana va a trovare Yen che si sta lentamente riprendendo, anche se ha ancora voglia del teschio. Anna riesce ad avere una discussione con Victoria, dove si rende conto che l'amava veramente e capendo il motivo per cui non era a conoscenza del tradimento del padre. Spivey irrompe al Santa Teresa ed uccide una delle guardie. Hastings scopre il corpo e mette l'ospedale sotto chiave, ma rimangono intrappolati all'interno senza corrente. Una delle vittime possedute di Spivey ruba il teschio a Victoria, ma Yen, che sta fuggendo, riesce ad ucciderlo e recuperarlo; e lo dà volentieri ad Ana, solo dopo aver ammesso che gli mancava sua madre. Daimon e Gabriella arrivano, ma Spivey cerca di scappare con Victoria. Usano il teschio per incenerire Spivey. Kthara prende il controllo di Victoria e prende i resti di Spivey, e Ana si rende conto che Spivey non era posseduto dal padre.

### Cicatrici
- Titolo originale: Scars
- Diretto da: Bill Roe
- Scritto da: Mark Leitner

Trama
Kthara si prende cura dei resti di Spivey, che è posseduto da Basara, e decide che hanno bisogno di un nuovo ospite per lui. Daimon e Ana hanno un'altra discussione sui recenti eventi, dopodiché Ana decide di prendere Yen e tornare a San Francisco. Ana cerca di tornare alle sue vecchie abitudini da vigilante, ma Yen glielo impedisce, soprattutto quando il suo ragazzo Derrick arriva chiedendo di sapere perché hanno effettuato un accesso al database della polizia. Ana gli dice privatamente che era paranoica e lui la perdona. Lei crolla quando lo prosciuga, ma Yen la conforta. Il Caretaker è stato rapito dai Blood che chiamano Daimon chiedendo un compromesso perché non si fidano della famiglia Helstrom. Daimon è titubante quando scopre che lui e Hastings hanno deciso di separare i fratelli, ma è incoraggiato da Gabriella. Arrivano al luogo dell'incontro, ma il Blood lo attacca con lo stesso pugnale che gli ha segnato il petto. Daimon con rabbia cede e incenerisce alcuni dei membri mentre gli altri fuggono. Gabriella è scioccata dallo spettacolo demoniaco di Daimon.

### Sotterraneo
- Titolo originale: Underneath
- Diretto da: Cherie Nowlan
- Scritto da: Maggie Bandur

Trama
Daimon e Gabriella prendono il pugnale e avvertono Ana che è venuta in aiuto. Successivamente lo lasciano con Hastings e si dirigono alla vecchia casa di Helstrom per recuperare l'altra metà del pugnale. La casa è in vendita e viene esplorata dai membri del Blood, costringendo Daimon e Gabriella ad aspettarli. Daimon lascia una trappola e sembra essere sul punto di uccidere i membri di fronte alla leader del Blood, Esther Smith. Risulta essere un avvertimento e lascia i membri incolumi e recupera il pezzo del pugnale. Ana convince Hastings a cercare di distruggere Kthara con il pugnale. Trovano il suo nascondiglio e ne consegue una lotta con Ana che alla fine sceglie di soffocare Victoria e poi di rianimarla; finalmente liberandola da Kthara. Daimon sente la notizia da Ana e lui e Gabriella diventano intimi. Mentre Daimon fa la doccia, Gabriella viene improvvisamente posseduta dallo spirito di Kthara; essendo stata segnata da Spivey in precedenza. Attacca Daimon e procede a fargli prendere il controllo da Basar. Successivamente, i due fanno sesso per procreare.

### Vascelli
- Titolo originale: Vessels
- Diretto da: Kevin Tancharoen
- Scritto da: Ian Sobel e Matt Morgan

Trama
Gabriella si sveglia in una stanza sigillata e scopre di essere incinta. Kthara comunica con lei e rivela che sta rinascendo dentro di lei mentre la sua gravidanza va rapidamente a termine, ma Gabriella riesce a scappare. Basar nel corpo di Daimon tenta di uccidere Victoria, ma Ana lo ferma e Hastings e Caretaker lo sigillano in una cella. Si rendono conto che l'organo di Basar è stato posizionato nella schiena di Daimon e che per rimuoverlo devono usare il pugnale. Victoria parla con Basar e riesce a scomporlo, ma Hastings la porta a casa. Gabriella arriva, ma è gravemente ferita dalla sua fuga. Yen ricomincia a sentire le voci, vede i glifi che si formano sul suo braccio e un bulbo oculare in gola e cerca di contattare Caretaker. Senza altra opzione, Ana cerca di usare il pugnale rotto per rimuovere Basar da Daimon, ma ha bisogno dell'altra metà che il Custode avrebbe usato per il bambino di Gabriella. Quando i servi di Kthara arrivano per recuperare Gabriella, Daimon pienamente cosciente tenta di eseguire un esorcismo su sé stesso e si mette selvaggiamente fuori combattimento.

### Tempesta infernale
- Titolo originale: Hell Storm
- Diretto da: Jim O'Hanlon
- Scritto da: Paul Zbyszewski

Trama
I tirapiedi di Kthara pugnalano Hastings alla schiena, mandandola in ospedale, mentre Gabriella scappa e viene in contatto con il Blood. Basar riprende Daimon e fugge. Lui e i tirapiedi portano Gabriella pacificamente nel loro nascondiglio. Mentre Ana e Victoria si riconciliano, Yen va da loro e da Caretaker per parlare delle sue condizioni e viene informato che è il nuovo Custode. Yen ha improvvisamente la conoscenza su come riparare il pugnale e Ana e Victoria mettono insieme i pezzi. Ana e Yen trovano il nascondiglio e affrontano Basar, lo rimuovono da Daimon e lo inceneriscono per sempre. Daimon usa il pugnale per uccidere Raum e Magoth. Gabriella dà alla luce una bambina, ma rimane disillusa e decide di unirsi al Blood. Daimon e Ana decidono di crescere il bambino mentre loro, Victoria, Caretaker e Hastings festeggiano. Un mese dopo, Yen sta guardando un adolescente Kthara quando vengono avvicinati da un uomo identificato come "Papa". Ricorda a Kthara che il suo nome è "Lily" e la porta via da Yen, mentre uccide innocenti, all'orrore di Yen.

## Personaggi e interpreti

### Personaggi principali
- Daimon Helstrom, interpretato da Tom Austen, doppiato da Edoardo Stoppacciaro.[5]
Un professore di etica che spera di salvare i suoi cari dai demoni.[6][7]
  - Giovane Daimon, interpretato da Nolan Hupp, doppiato da Luca Tesei.[5]
- Ana Helstrom, interpretata da Sydney Lemmon, doppiata da Erica Yoko Necci.[5]
Sorella di Daimon, gestisce una casa d'aste come copertura mentre caccia persone violente e malvagie.[6][7]
  - Giovane Ana, interpretata da Erica Tremblay, doppiata da Sara Ciocca.[5]
- Victoria Helstrom/madre/Lily/Kthara, interpretata da Elizabeth Marvel, doppiata da Roberta Greganti.[5]
La madre di Daimon e Ana, internata in un ospedale psichiatrico da vent'anni.[6][7]
- Guardiano, interpretato da Robert Wisdom, doppiato da Paolo Marchese.[5]
Un guardiano dell'occulto che combatte i demoni.[6][7]
- Gabriella Rossetti, interpretata da Ariana Guerra, doppiata da Maria Letizia Scifoni.[5]
Un agente del Vaticano che aiuta Daimon e Hastings.[6][7]
- Louise Hastings, interpretato da June Carryl, doppiata da Antonella Giannini.[5]
La responsabile dell'ospedale psichiatrico dove Victoria è ricoverata.[6][7]
- Chris Yen, interpretato da Alain Uy, doppiato da Riccardo Scarafoni.[5]
Amico fraterno e socio in affari della casa d'aste di Ana.[6][7]

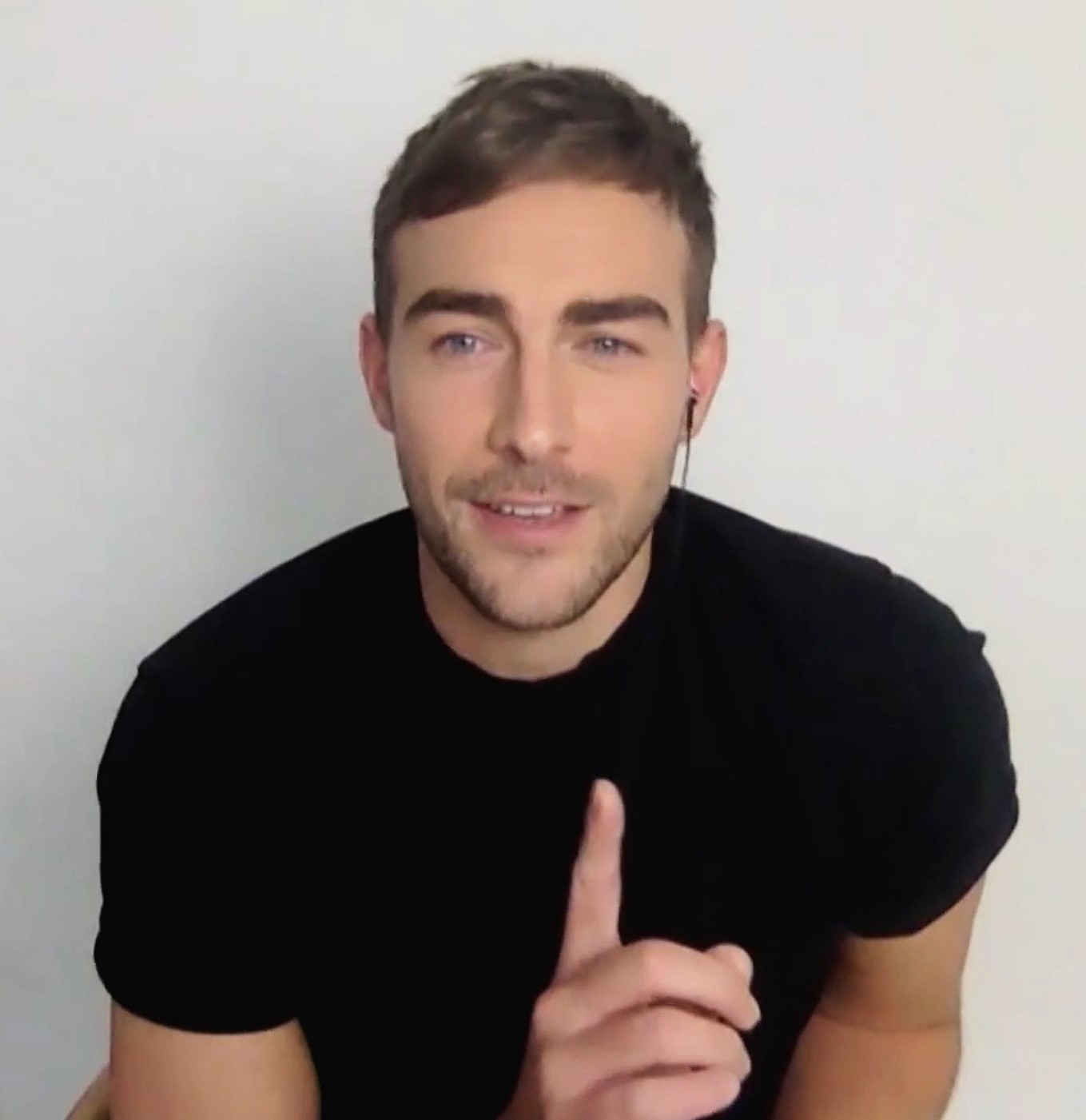
Tom Austen, interprete di Daimon Helstrom
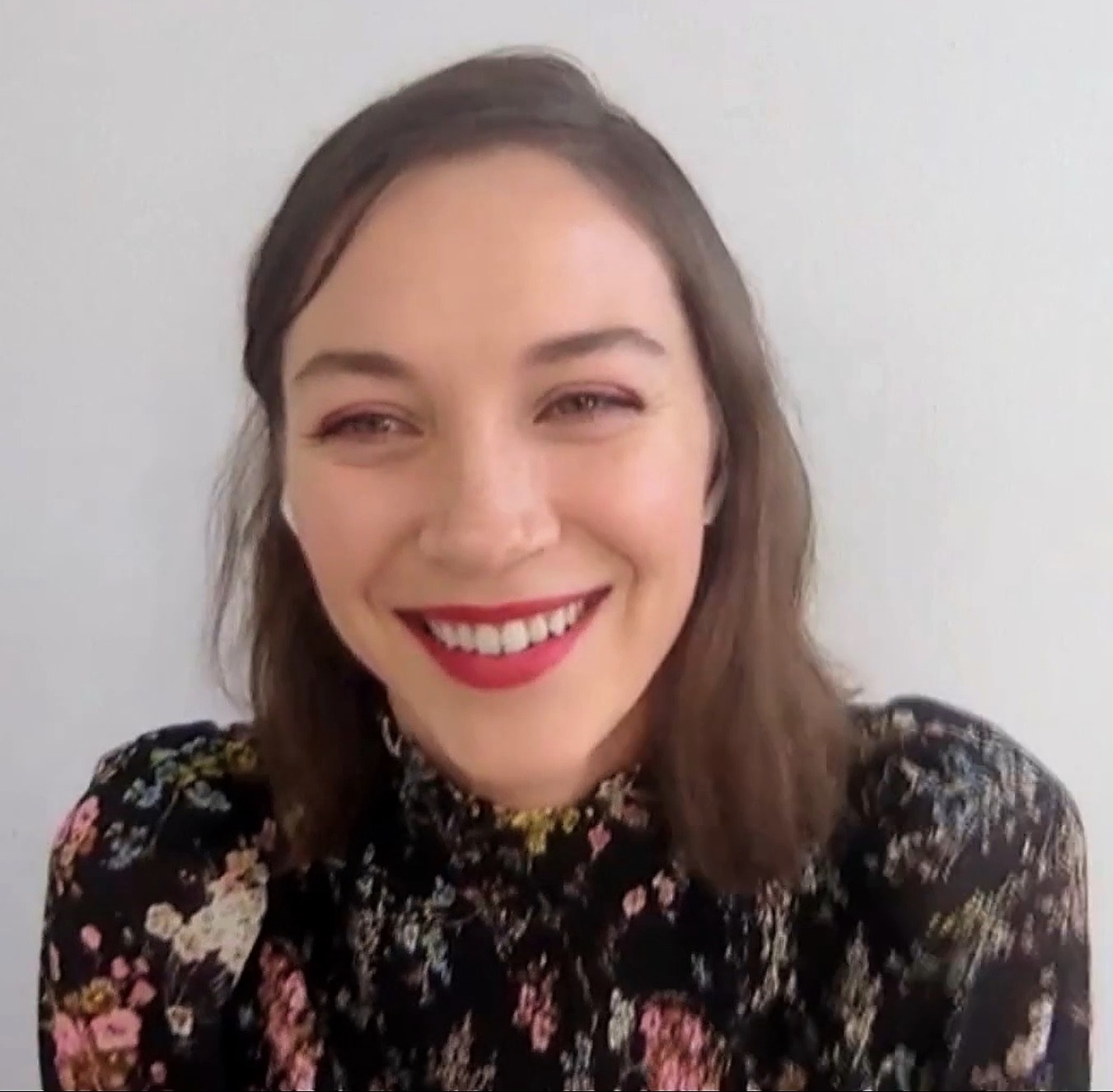
Sydney Lemmon, interprete di Ana Helstrom
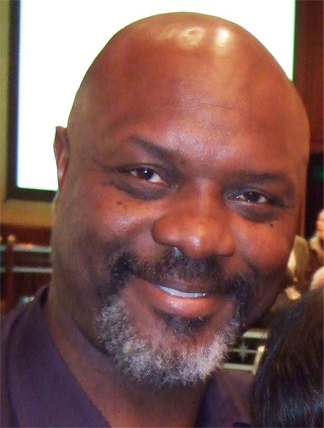
Robert Wisdom, interprete di Caretaker

### Personaggi ricorrenti
- Keith Spivey, interpretato da Daniel Cudmore, doppiato da Guido Di Naccio.[5]
Un infermiere dell'ospedale psichiatrico in cui Victoria è ricoverata.[8]
- Esther Smith, interpretata da Deborah Van Valkenburgh, doppiata da Emanuela Baroni.[5]
La leader dell'handler di Blood e di Caretaker.
- Finn Miller, interpretato da David Meunier, doppiato da Andrea Lavagnino.[5]
Membro di un'organizzazione segreta chiamata Blood.[9]
- Joshua Crow / Raum, interpretato da Trevor Roberts, doppiato da Fabrizio Picconi.[5]
Un prete vittima della possessione demoniaca.
- Derrick Jackson, interpretato da Hamza Fouad, doppiato da Carlo Scipioni.[5]
Un agente di polizia e il fidanzato di Yen.

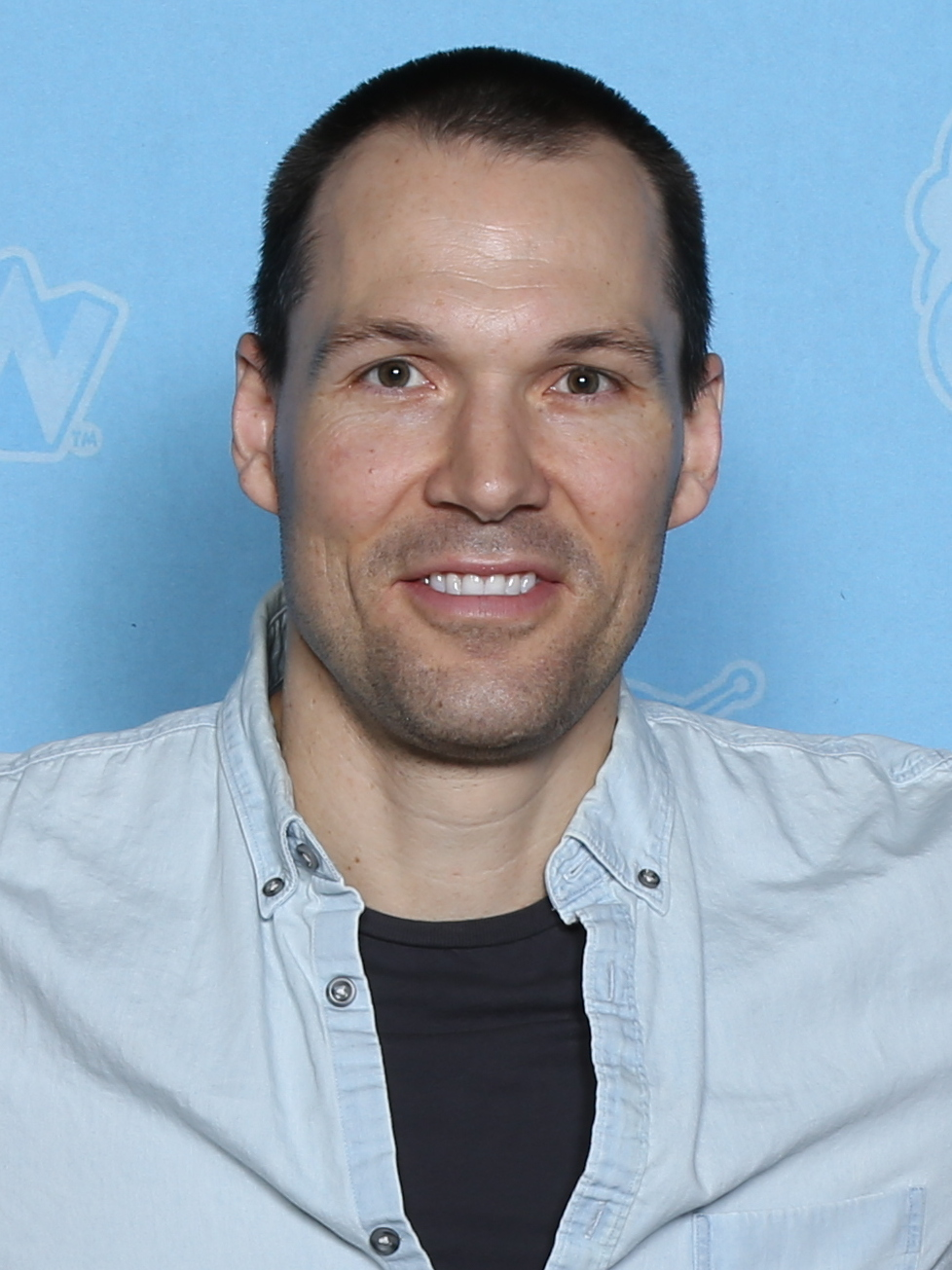
Daniel Cudmore, interprete di Keith Spivey
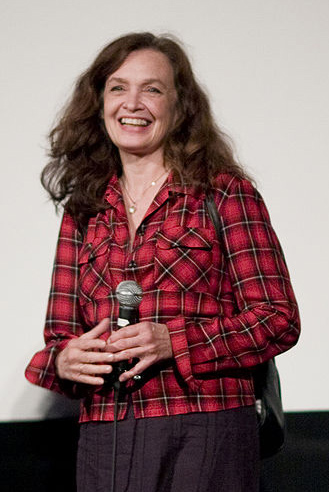
Deborah Van Valkenburgh, interprete di Esther Smith

## Produzione

### Sviluppo
Il 1º maggio 2019, Hulu ha ordinato la serie Marvel's Helstrom, basata sui personaggi della Marvel Comics, Daimon e Satana Hellstrom, che nella serie sono diventati Daimon e Ana Helstrom. Paul Zbyszewski, in precedenza produttore esecutivo della serie ABC Marvel's Agents of S.H.I.E.L.D., è stato scelto come showrunner e produttore esecutivo di Helstrom insieme a Karim Zreik e al capo della Marvel Television, Jeph Loeb. Marvel Television e ABC Signature Studios hanno co-prodotto Helstrom. Zbyszewski ha detto che la serie avrebbe aggiunto la "paura" alla consolidata formula Marvel "cuore, umorismo e azione", e che avrebbe usato la storia di Helstrom per "analizzare alcune delle nostre paure più profonde". Loeb ha aggiunto che la serie si sta muovendo in un nuovo angolo "da brivido" dell'Universo Marvel. La serie televisiva è composta da 10 episodi.
Nel dicembre 2019, Marvel Television è stata incorporata nei Marvel Studios e alcuni dei dirigenti della Marvel Television, incluso Zreik, si sono trasferiti ai Marvel Studios per supervisionare la produzione di Helstrom. Nell'aprile 2020, la Marvel ha terminato l'accordo generale con Zbyszewski, in parte a causa della pandemia COVID-19, ma nonostante ciò Zbyszewski ha continuato il lavoro di post-produzione per la serie. A luglio, la serie non fu più ufficialmente intitolata Marvel's Helstrom: la Disney aveva infatti cambiato il titolo semplicemente in Helstrom nel tentativo di allontanare il marchio Marvel dai contenuti horror della serie, non volendo che gli spettatori "si imbattessero nella serie mentre cercavano qualcosa di divertente e più leggero", come per i film del Marvel Cinematic Universe. Anche il logo Marvel non compare prima di ogni episodio come nel caso delle altre serie della Marvel Television, con Zbyszewski a sostenere che fosse "un modo per dire al pubblico che è qualcosa di diverso" dalle altre serie Marvel. Il 14 dicembre 2020, Hulu ha cancellato la serie, rendendola l'ultima serie prodotta dalla Marvel Television, dopo il suo assorbimento nei Marvel Studios.

### Cast
La Marvel ha annunciato il cast della serie nell'ottobre 2019 in concomitanza con l'inizio della produzione: Tom Austen e Sydney Lemmon interpretano Daimon e Ana Helstrom, con Elizabeth Marvel nei panni della loro madre Victoria, Robert Wisdom interpreta Caretaker, June Carryl interpreta la dottoressa Louise Hastings, Ariana Guerra come Gabriella Rosetti e Alain Uy come Chris Yen. Nel novembre 2019 Daniel Cudmore e David Meunier sono stati scelti rispettivamente per i ruoli ricorrenti dell'infermiera Keith Spivey e di Finn Miller.

### Riprese
La produzione della serie è iniziata il 7 ottobre 2019 a Vancouver con il titolo provvisorio di Omens. Le riprese sono terminate il 14 marzo 2020.

## Colonna sonora
I compositori della colonna sonora sono stati annunciati nell'ottobre 2020 e sono Danny Bensi e Saunder Jurriaans.

## Promozione
Zbyszewski e il cast della serie hanno preso parte ad un panel per la serie durante la convention virtuale Comic-Con@Home nel luglio 2020, dove è stato anche rilasciato il primo teaser della serie. Un trailer ufficiale è stato rilasciato il 23 settembre 2020. Ben Pearson di /Film ha detto che la serie "assomiglia molto a qualcosa che sarebbe andato in onda su The CW intorno al 2006. Il che, purtroppo, significa che sembra piuttosto terribile. "Anche se sentiva che c'erano dei bravi attori in Helstrom, ha aggiunto che il trailer ha reso la serie "super economica" e "blanda". Inoltre, ha notato che non c'era quasi nessuna informazione per far capire che si trattasse di una serie Marvel, e l'ha confrontata con il film The New Mutants, entrambi "residui da... epoche diverse". The New Mutants con l'acquisizione della 21st Century Fox da parte di Disney e Helstrom con lo scioglimento della Marvel Television. Il 9 ottobre 2020, Hulu ha rilasciato i primi 10 minuti della serie al panel online del New York Comic Con.
Il 13 febbraio 2021 viene pubblicato il primo trailer italiano della serie e un secondo il 16 febbraio 2021.

## Distribuzione

### Data di uscita
Helstrom ha debuttato negli Stati Uniti su Hulu il 16 ottobre 2020 come parte del blocco di programmazione "Huluween" di Hulu.
Il 28 gennaio 2021 viene annunciato che la serie debutterà in Italia, e a livello internazionale, il 23 febbraio 2021 su Disney+ come Star Original.

### Edizione italiana
La direzione del doppiaggio è di Francesco Pezzulli e i dialoghi italiani sono curati da Gruppo TRAST  per conto di SDI Media Italia che si è occupata anche della sonorizzazione.

## Accoglienza

### Critica
Per la serie, l'aggregatore di recensioni Rotten Tomatoes ha riportato un indice di gradimento del 27% basato su 26 recensioni, con una valutazione media di 4,97/10. Il consenso critico del sito web recita: "I forti effetti visivi di Helstrom non possono salvarlo dal fatto che i suoi personaggi semplicemente non sono abbastanza interessanti da superare il loro ambiente familiare". Metacritic, che utilizza una media ponderata, ha assegnato un punteggio di 40 su 100 sulla base di 9 critiche, indicando "Recensioni contrastanti o nella media".
Nella sua recensione, Bell di Comic Book Resources ha dichiarato che Helstrom "sembra essere stato completato in gran parte per obbligo contrattuale" definendolo "un dramma generico e noioso soprannaturale con alcuni nomi che possono suonare familiari agli appassionati di fumetti". Bell ha sottolineato i problemi di ritmo che la serie ha dovuto affrontare, confrontandola con le altre serie in streaming della Marvel Television che hanno affrontato problemi simili, e ha ritenuto che la serie avesse una tavolozza di colori opaca. Inoltre, Helstrom "non assomiglia molto ad una storia di supereroi e, a parte qualche parolaccia occasionale e un po' di sangue, potrebbe essere un dramma soprannaturale di medio livello di The CW su persone fotogeniche che inseguono demoni standard". Gli piaceva Lemmon nei panni di Ana Helstrom, dal momento che era "più carismatica di Daimon" e "il personaggio LGBTQ più importante in qualsiasi serie televisiva Marvel fino ad oggi", ma era deluso che non sarebbe diventata una versione pienamente realizzata della sua controparte comica. Poiché la serie una volta doveva essere parte della pianificata Adventure into Fear, Bell ha concluso che Helstrom è "in una via di mezzo banale, e sembra probabile che finirà come nient'altro che una nota a piè di pagina nella storia del MCU". Charles Pulliam-Moore di io9 ha detto: "in un altro universo, l'attenzione della serie sulla magia oscura e sui brutti drammi familiari potrebbe renderlo uno dei pezzi forti della Marvel, ma qui la serie riesce a malapena a fare un argomento forte in difesa della propria esistenza". Ha aggiunto che era "indicativo" che il nome della Marvel era appena apparso nel marketing della serie e il contenuto della serie faceva sembrare che fosse di design.

## Legami con il Marvel Cinematic Universe
Hulu e la Marvel nel maggio 2019 hanno annunciato sia Helstrom che una serie su Ghost Rider, riferendosi a loro come le basi degli "Spiriti di Vendetta" e con l'intenzione di essere interconnessi in modo simile alle serie televisive Netflix della Marvel. La Marvel ha rivelato che le due serie sarebbero co-esistite all'interno del Marvel Cinematic Universe ma non si sarebbero incrociate con i film o le altre serie televisive del franchise. Ad agosto, Loeb ha rivelato che le serie basate sulla paura di Hulu verranno chiamate collettivamente Adventure into Fear (Avventura nella paura). Nonostante Hulu avesse interrotto i lavori per la serie televisiva Ghost Rider alla fine di settembre 2019, le altre serie Adventure into Fear risultavano ancora in programma. Lo sviluppo di ulteriori serie è stato annullato a dicembre 2019 quando la Marvel Television è stata chiusa.
La Roxxon Corporation, una società che è stata descritta nel MCU, è citata nella serie televisiva. Josh Bell di Comic Book Resources ha aggiunto che al di fuori della citazione della Roxxon, la serie "non ha sostanzialmente alcun collegamento con i film del Marvel Cinematic Universe" o con le altre serie della Marvel Television. Per quanto riguarda la collocazione della serie nel MCU, Zbyszewski ha spiegato che Helstrom è "isolato" in parte a causa del fatto che è una "serie a tema più oscuro", aggiungendo inoltre che la serie non era "legata all MCU" ed è "una nostra cosa separata". Zbyszewski ha dichiarato che gli easter egg nella serie erano più verso il franchise pianificato per Adventure into Fear. Zbyszewski ha poi dichiarato nell'ottobre 2020 che la serie non è più parte del MCU.